# Uzavření českých škol v souvislosti s pandemií covidu-19
O zákazu osobní přítomnosti žáků a studentů na vzdělávání a studiu na českých základních, středních, vyšších odborných i vysokých školách a školských zařízeních od 11. března 2020 do odvolání za účelem zabránit šíření nemoci covid-19 rozhodlo bezprostředně po jednání Bezpečnostní rady státu Ministerstvo zdravotnictví mimořádným opatřením (č. MZDR 10676/2020-1/MIN/KAN) dne 10. března 2020. Na mateřské školy a základní umělecké školy se opatření původně nevztahovalo, ale od 12. března 2020 bylo nahrazeno usnesením vlády č. 74/2020 Sb. o přijetí krizového opatření.
S účinností od 20. dubna 2020 bylo předchozí usnesení vlády zrušeno a nahrazeno mimořádným opatřením Ministerstva zdravotnictví (č. j. MZDR 16184/2020-1/MIN/KAN) ze dne 15. dubna 2020. V reakci na rozsudek Městského soudu v Praze bylo i toto mimořádné opatření zrušeno a nahrazeno usnesením vlády č. 198/2020 Sb. s účinností od 24. dubna 2020 do 27. dubna 2020 a usnesením vlády č. 197/2020 Sb. s účinností od 27. dubna 2020. Od 20. dubna 2020 se pak opatření začala postupně rozvolňovat, nejprve pro vysoké školy, žáky 9. ročníků základních škol a maturanty a poté i pro zbytek žáků. Účast na prezenční výuce byla dobrovolná. Podle prohlášení Ministerstva zdravotnictví z 29. září se pak s účinností od pondělí 5. října uzavřely střední školy v okresech se s vyšším rizikem nákazy. Zavření trvalo 14 dní a nemělo by se dotknout výuky v mateřských a základních školách (a odpovídajících stupních na víceletých gymnáziích).
Kvůli tomuto opatření nenavštěvovalo školy přibližně 1,7 milionu žáků a studentů, z toho bylo nejvíce žáků základních škol, přibližně 953 tisíc. Školy mohly zadávat úkoly elektronicky a výuka tak mohla v omezeném režimu pokračovat distanční formou, přičemž žáci a studenti měli povinnost zadané úkoly plnit a vyučující mohli práci klasifikovat.
O opětovném zákazu osobní přítomnosti žáků na vysokých, středních a základních škol včetně I. stupně rozhodla vláda 12. října 2020, s účinností od 14. října 2020. Školy se měly otevřít 2. listopadu 2020, avšak epidemiologická situace nebyla stále příznivá, vláda se rozhodla školy nechat zavřené. Dne 11. listopadu 2020 bylo oznámeno, že žáci 1. a 2. ročníků a speciálních škol se zpět do škol vrátí dne 18. listopadu 2020. Dne 25. listopadu 2020 se do škol vrátili žáci závěrečných ročníků středních škol a dne 30. listopadu 2020 se do škol vrátili ostatní žáci základních škol. Definitivní návrat do škol nastal 12. dubna 2021.   

## Související opatření a doporučení
Současně bylo vydáno i jiné mimořádné opatření, zakazující od 10. března 18:00 hodin všechny hromadné akce nad 100 lidí (nevztahuje se na zasedání zastupitelských sborů, valných hromad atd.) Ministr školství Robert Plaga mateřským školám doporučil, aby se mimořádným opatřením řídily také, i když se na ně nevztahuje. Ministerstvo školství oznámilo, že během dvou týdnů rozhodne, zda se budou konat přijímací zkoušky na střední školy v původních termínech, nebo zda budou odloženy.

## Distanční výuka
Česká televize kvůli tomuto opatření spustila výukové pořady pro distanční výuku. První z nich byl pořad UčíTelka, který byl zaměřen pro výuku žáků prvního stupně. Pořad skončil v květnu 2021. Byl vysílán každé všední ráno živě na ČT2. Každé všední odpoledne ČT2 vysílala Odpoledku, která byla zaměřena na výuku žáků stupně druhého. Odpoledku tvořily různé pořady na téma zeměpisu, dějepisu, přírodopisu či fyziky. Dvakrát týdně byla živě na ČT1 vysílána Škola doma, která měla pomoci žákům devátých tříd s přípravou na přijímací zkoušky na střední školy z českého jazyka a literatury a z matematiky.

## Doba platnosti opatření
Tehdejší ministr zdravotnictví Adam Vojtěch současně s vydáním opatření uvedl, že si myslí, že bude platit minimálně dva týdny od vydání. Ještě téhož dne uvedl, že by opatření měla platit nejméně do konce března, večer pak dodal, že se situace bude vyhodnocovat průběžně a že pokud se počet nakažených nebude zvyšovat, mimořádná opatření se ihned zruší.
Epidemiolog Rastislav Maďar 11. března uvedl, že je dvoutýdenní karanténa nedostatečná, a jako přiměřenou dobu uvedl tři týdny.
V té době náměstek ministra zdravotnictví Roman Prymula 11. března na dotaz uvedl: „Myslím si, že to bude o něco delší. Během následujících týdnů uvidíme, jak se podaří tu křivku nárůstu nakažených zploštit. Pokud by se to nepodařilo, tak by to bylo více měsíců – ale já myslím, že se to povede.“ 11. března kolem poledne ve vysílání DVTV Roman Prymula uvedl, že mimořádná opatření by měla platit minimálně jeden měsíc, což je doba po které mělo být možno opatření a jejich přínos relevantně vyhodnotit.
V Číně byly školy uzavřeny na 6 týdnů, v Japonsku na 4 týdny, ale Nicholas Christakis nevěděl, jaké zde bylo použito pravidlo pro jejich znovuotevření.
Nicholas Christakis uvádí, že při epidemii španělské chřipky roku 1918 byly v St. Louis školy uzavřeny den před vrcholem epidemie na 143 dní, a opatření bylo výrazně účinnější než v Pittsburghu, kde byly uzavřeny až sedm dní po vrcholu epidemie a jen na 53 dní.

## Přerušení výuky před vydáním opatření
Ještě před vznikem opatření se rozhodlo přerušit výuku ČVUT od 10. března do 22. března 2020, protože kampus Dejvice je významným centrem s vysokou koncentrací studentů a pedagogů vysokých škol a pravděpodobnost a rychlost potenciálního šíření komunitní nákazy je tak v Praze 6 vyšší než v ostatních částech města. Kromě toho ČVUT zrušilo všechny zahraniční cesty, společenské akce a plánované konference. V úterý 10. března zůstala zavřená i VŠE kvůli dezinfekci prostorů, protože jedna ze studentek přišla do kontaktu s nakaženou osobou. Tehdejší ministr zdravotnictví Adam Vojtěch se v souvislosti těmito opatřeními vyjádřil, že zavírání škol kvůli koronaviru není namístě a že jde o odpovědnost jejich vedení.